# The Great Fire
The Great Fire, es un drama de cuatro episodios transmitido de octubre del 2014 hasta noviembre del 2014.
La miniserie fue escrita por Tom Bradby y producida por Ecosse Films, y contó con la participación de los actores Geoff Bell, Amy McAllister, Glenn Doherty, Jennie Gruner, Andy Gathergood, Roger Nevares, Barrie Martin y Santi Scinelli, entre otros...

## Historia
La miniserie está situado en el Gran Incendio de Londres en Inglaterra en 1666.

## Personajes

### Personajes principales
| Actor                | Personaje                    | Nº de episodios | Temporada |
| -------------------- | ---------------------------- | --------------- | --------- |
| Andrew Buchan        | Thomas Farriner              | 4               | 2014      |
| Jack Huston          | Rey Charles II de Inglaterra | 4               | 2014      |
| Oliver Jackson-Cohen | James, Duque de York         | 4               | 2014      |
| Charles Dance        | Lord Denton                  | 4               | 2014      |
| Daniel Mays          | Samuel Pepys                 | 4               | 2014      |
| Perdita Weeks        | Elizabeth Pepys              | 4               | 2014      |
| Rose Leslie          | Sarah                        | 4               | 2014      |

### Personajes recurrentes
| Actor                | Personaje                            | Nº de episodios | Temporada |
| -------------------- | ------------------------------------ | --------------- | --------- |
| Polly Dartford       | Hannah Farriner                      | 4               | 2014      |
| Trixiebell Harrowell | Mary Farriner                        | 4               | 2014      |
| Joey Price           | David Farriner                       | 4               | 2014      |
| William Beck         | Richard Smith                        | 4               | 2014      |
| Uriel Emil           | Romero                               | 4               | 2014      |
| Ben Crompton         | Mr. Bagwell                          | 4               | 2014      |
| Sonya Cassidy        | Catherine de Braganza                | 3               | 2014      |
| Susannah Fielding    | Lady Castlemaine                     | 3               | 2014      |
| Richard McCabe       | Lord Hyde                            | 3               | 2014      |
| David Schofield      | Duque de Hanford                     | 3               | 2014      |
| Will Kemp            | Alfredo                              | 3               | 2014      |
| Richard Dixon        | Lord Ashley-Cooper                   | 2               | 2014      |
| Antonia Clarke       | Frances Stewart, Duquesa de Richmond | 2               | 2014      |
| Nicholas Blane       | Mayor Bludworth                      | 2               | 2014      |
| Jon Foster           | John Hobbs                           | 2               | 2014      |
| Andrew Tiernan       | Vincent                              | 2               | 2014      |

## Episodios
La miniserie estuvo conformada por 4 episodios.
Cada episodio de una hora se establece en un día del incendio.

## Producción
Algunas de las locaciones que usó la serie para filmar fueron Cobham Hall, para rodar las escenas de la calle de Londres.
Penshurst Place en Kent duplicó como exterior el palacio del rey.
La miniserie contó con la participación de los escritores Tom Bradby, Tom Butterworth y Chris Hurford.